# János Áder
János Áder (en húngaro Áder János, Csorna, 9 de mayo de 1959) es un político y abogado húngaro que ocupó el cargo de presidente de Hungría desde el 10 de mayo de 2012 al 10 de mayo de 2022. Es cofundador del partido Fidesz y presidió la Asamblea Nacional de Hungría entre 1998 y 2002. También fue eurodiputado.

## Biografía

### Primeros años y formación
Áder se crio en la pequeña ciudad de Csorna en Győr-Moson-Sopron. A partir de 1978, estudió derecho durante cinco años en la Facultad de Derecho y Ciencias Políticas de la Universidad Eötvös Loránd (ELTE) en Budapest. De 1986 a 1990, trabajó como investigador en el Instituto de Investigaciones Sociológicas de la Academia de Ciencias de Hungría. Se graduó en la clasificación paralela de abogado.

### Carrera
Áder, quien tiene una licenciatura en Derecho, fue cofundador de Fidesz (Alianza de Jóvenes Demócratas), en el momento de una coalición liberal de los demócratas (aunque se ha desplazado hacia el centro-derecha a partir de 2012).
En 1987, János Áder participó en la "reunión Lakitelek" (lakiteleki találkozó), la primera reunión de la oposición húngara para pedir un sistema multipartidista. Participa de la Mesa Redonda (Ellenzéki Kerekasztal) de la oposición, que representa a toda la oposición en las conversaciones con el Partido Comunista en 1989, en las cuales negoció el final de un solo partido en Hungría. El mismo año fue miembro de la Comisión Electoral Nacional. Es director de la campaña de Fidesz en las primeras elecciones libres de 1990 (y de nuevo en 1994 y 1998).

## Presidencia
El 16 de abril de 2012 Áder fue elegido por el Fidesz y el primer ministro Viktor Orbán, para convertirse en el nuevo presidente de Hungría tras la renuncia de Pál Schmitt. Fue finalmente elegido el 2 de mayo para un mandato de cinco años con 262 votos a favor y 40 en contra. Sólo votó a su favor su partido y en contra el Jobbik. El resto de partidos no participaron en la votación como forma de protesta por la elección unilateral del Fidesz. Áder tomó posesión el 10 de mayo. Fue reelegido para un segundo mandato en 2017.

## Vida personal
Actualmente está casado con Anita Herczegh que trabaja como juez, y tienen juntos 4 hijos (3 hijas y 1 varón).